# 日本冷凍食品協会
一般社団法人日本冷凍食品協会（にほんれいとうしょくひんきょうかい、略称: 冷食協、英: Japan Frozen Food Association）は、冷凍食品を製造する日本の企業・団体をおもな会員とする業界団体。元農林水産省所管。

## 概要
- 目的：冷凍食品を通じて、栄養のバランスや美味しさ、新鮮さや衛生面、安全性まで考慮に入れた食文化の向上を図っていくこと。また食品の安定供給と食料資源の有効利用により、豊かな社会を形成すること。
- 組織：理事会、運営委員会の下に4部会と3研究会。事務局として専務理事、常務理事の下に総務部、広報部、品質・技術部。

## 事業内容
- 一般消費者や業務用ユーザーに対し、メディアへの情報提供、料理講習会などを通じて冷凍食品及び関連機器の正しい知識の普及。
- 会員の製造する冷凍食品の品質及び衛生管理の向上を図り、冷凍食品の信頼性の確保を図るため、「冷凍食品認定制度」を運営。認定基準に達した「冷凍食品製造認定工場」で製造され、認定基準に適合した冷凍食品に「認定証」マークの貼付を認可。
- 冷凍食品に関する調査・研究の実施と生産量に関する統計の作成。
- 月刊「冷凍食品情報」の発刊などで会員への情報などを提供。

## 沿革
- 1969年 社団法人冷凍魚協会を前身に社団法人日本冷凍食品協会が設立。
- 1970年 「冷凍食品認定制度」の元となる「冷凍食品自主検査制度」が発足。
- 1985年 10月18日を「冷凍食品の日」と制定。